# 広瀬愛梨
広瀬 愛梨（ひろせ あいり、1990年9月22日 - ）は、日本の元グラビアアイドル。神奈川県出身。元メビウスプロダクション所属。

## 出版物

### DVD
- エチュード 広瀬愛梨（2008年3月19日、あじぱらエンターティンメント）
- オマージュ 広瀬愛梨（2008年6月20日、あじぱらエンターティンメント）

## 出演

### TV
- 行列のできる法律相談所[いつ?]（日本テレビ）

### WEB
- デスクトップギャルコレクション 2007年12月号 - 制服美少女天国「Xmasパーティー光るスク水」